# Europarlamentari dell'Irlanda della VIII legislatura
Gli europarlamentari dell'Irlanda della VIII legislatura, eletti in occasione delle elezioni europee del 2014, sono stati i seguenti.

## Composizione storica
| Europarlamentare   | Lista        | Gruppo  |
| ------------------ | ------------ | ------- |
| Lynn Boylan        | Sinn Féin    | GUE/NGL |
| Matt Carthy        | Sinn Féin    | GUE/NGL |
| Nessa Childers     | Indipendente | S&D     |
| Deirdre Clune      | Fine Gael    | PPE     |
| Brian Crowley      | Fianna Fáil  | ECR     |
| Luke Ming Flanagan | Indipendente | GUE/NGL |
| Marian Harkin      | Indipendente | ALDE    |
| Brian Hayes        | Fine Gael    | PPE     |
| Seán Kelly         | Fine Gael    | PPE     |
| Mairead McGuinness | Fine Gael    | PPE     |
| Liadh Ní Riada     | Sinn Féin    | GUE/NGL |